# Michael Redd
Michael Wesley Redd (24 d'agost de 1979, a Columbus, Ohio) és un jugador de bàsquet NBA que milita als Milwaukee Bucks. Mesura 2,03 metres i pesa 97 kg, la seva posició natural és la d'aler i duu en l'esquena el nombre 22.
Va ser triat el nombre 43 del draft de l'NBA de 2000 per Milwaukee Bucks procedent d'Ohio State, on juga actualment.
| any  | PPP  |
| ---- | ---- |
| 2001 | 2,2  |
| 2002 | 11,4 |
| 2003 | 15,1 |
| 2004 | 21,7 |
| 2005 | 23,0 |
| 2006 | 25,4 |
| 2007 | 27,8 |

| any  | APP |
| ---- | --- |
| 2001 | 0,2 |
| 2002 | 1,4 |
| 2003 | 1,4 |
| 2004 | 2,3 |
| 2005 | 2,3 |
| 2006 | 2,9 |
| 2007 | 2,2 |

| any  | RPP |
| ---- | --- |
| 2001 | 0,7 |
| 2002 | 3,3 |
| 2003 | 4,5 |
| 2004 | 5,0 |
| 2005 | 4,2 |
| 2006 | 4,3 |
| 2007 | 3,6 |

## Rècords en l'NBA
- 1 vegada All-Star Game (2004)
- 1 vegada triat per al Tercer Equip Ideal NBA (2004))

## Estadístiques en l'All-Star Game
- All-Star Game 2004: 15 min, 13 pts, 3 reb, 2 asi, 3 rob, 0 tap.